# Idioma kaalak
El katla, también llamado kaalak o kwaalak, es una lengua de la familia katla-tima que se habla en la región de los montes Nuba en Sudán, estrechamente relacionada con una lengua vecina llamada tima (domorik).
La variedad julud es mutuamente inteligible con el katla-kulharong pero no con el katla-cakom.

## Dialectos y localidades
Existen dos dialectos principales del katla, el katla o kaalak y el julud, a continuación se dan listas de localidades donde se hablan cada una de estas dos variantes (Ethnologue, 22ª edición):
- Julud dialecto: Kabog, Kabog Norte, Kabosh, Kambai, Karkando, Karkarya, Kary, Kimndang, Kitanngo, Kolbi, Koto Kork, Octiang, Rumber, Sabba y Tolot
- Katla dialecto: Bombori, Karoka, Kateik, Kiddu, Kirkpong y Koldrong